# Adeopapposaurus
Adeopapposaurus byl rodem bazálního sauropodomorfa (plazopánvého dinosaura), žijícího na území severozápadní Argentiny (formace Caňón del Colorado). Fylogenetická pozice tohoto dinosaura napovídá, že byl sesterským taxonem k rodu Massospondylus. Četné adaptace na lebce (včetně předpokládaného rohovitého zobáku) jsou dokladem býložravého způsobu života.

## Tělesné rozměry
Adeopapposaurus dosahoval délky kolem 3 metrů a hmotnosti asi 70 kilogramů. Podle paleontologa Thomase Holtze byl tento dinosaurus dlouhý asi 2,1 metru a dosahoval hmotnosti vlka (řádově několika málo desítek kilogramů).